# Andi Deris
Andreas Deris, známý spíše jako Andi Deris (* 18. srpna 1964 Karlsruhe) je zpěvákem powermetalové skupiny Helloween, zároveň vystupuje také sólově.
Deris založil hudební skupinu Pink Cream 69, ve které zpíval od roku 1987 až do svého odchodu v roce 1993, kdy v Helloween vystřídal zpěváka Michaela Kiskeho. Založil také své vlastní nahrávací studio v Tenerife, kde od 90. let žije.

## Životopis

### Začátek kariéry (1979–1987)
Deris se narodil v Německu v Karslruhe; již v 15 letech se stal zpěvákem skupiny Paranoid, která si o dva roky později změnila název na Nameless. Bubeníkem skupiny byl Derisův přítel ze školy, Ralf Maurer, který později hrál i na obou Derisových sólových albech. V roce 1984 se nakrátko připojil ke skupině Dragon, v roce 1986 založil skupinu Kymera. Po několika živých vystoupeních nahráli v Mnichově první, šestiskladbové demo. Na začátku roku 1987 Deris a Kosta Zafiriou ze skupiny odešli a založili Pink Cream 69.
Velmi krátce byl Deris členem skupiny No Mercy, se kterou zpíval na jediných dvou živých vystoupeních.

### Pink Cream 69 (1987–1993)
Kapela Pink Cream 69 vznikla v roce 1987; Derisovi, který se stal jejím zpěvákem, bylo v té době 22 let. Dalšími členy byli Dennis Ward, Kosta Zafiriou a Alfred Koffler. Podepsali smlouvu se CBS, postupně nahráli 3 studiová alba a vydali se na turné po Evropě, Americe a Japonsku. Z vystoupení v Japonsku vydali v roce 1992 živé album Size it up – Live in Japan.

### Helloween a sólová kariéra
V roce 1993 se skupině Helloween změnila sestava – odešli bubeník Ingo Schwichtenberg a zpěvák Michael Kiske, nahradili je Uli Kusch a právě Andi Deris. Nová sestava nahrála album Master of the Rings; Deris se stal jedním z autorů textů kapely a napsal písně „Why“, „Perfect Gentleman“ a „In the Middle of a Heartbeat“. Od té doby se Deris podílí na všech albech Helloween. Úspěšné bylo i následující album, The Time of the Oath, skupina se tedy vydala na světové turné, na kterém nahrála dvě živá alba. Po skončení turné vydal Deris své první sólové album s názvem Come in from the Rain, na kterém účinkoval jako zpěvák a také jako kytarista.
Druhé sólové album, Done by Mirrors, vyšlo v roce 2000. Deris se na něm opět ujal kromě zpěvu i pozice kytaristy.

## Diskografie

### S Kymera
- Demo (1987)

### S No Mercy
- No Mercy (1987)

### S Pink Cream 69
- Pink Cream 69 (1989)
- One Size Fits All (1991)
- Games People Play (1993)

### S Helloween
- Master of the Rings (1994)
- The Time of the Oath (1996)
- High Live (1996)
- Better Than Raw (1998)
- Metal Jukebox (1999)
- The Dark Ride (2000)
- Rabbit Don't Come Easy (2003)
- Keeper of the Seven Keys – The Legacy (2005)
- Keeper of the Seven Keys – The Legacy World Tour 2005/2006 Live (2007)
- Gambling with the Devil (2007)
- Unarmed – Best of 25th Anniversary (2010)
- 7 Sinners (2010)
- Straight Out of Hell (2013)
- Masters of Rock DVD (2014)
- My God-Given Right (2015)
- United Alive in Madrid Live (2019)
- Helloween (2021)

#### Sólová kariéra
- Come in from the Rain (1997)
- Done by Mirrors (1999)
- Million-Dollar Haircuts on Ten-Cent Heads (2013)

#### Singly
- „1000 Years Away“ (1997)
- „Good Bye Jenny“ (1997)
- „Don't Listen to the Radio“ (2013)

### Tributní alba
- A Tribute to Judas Priest: Legends of Metal (1997)
- Catch the Rainbow – A Tribute to Rainbow (1999)